# Giuseppe Persiani
Giuseppe Persiani (né le 11 septembre 1799 à Recanati, dans la province de Macerata, dans les Marches et mort le 13 août 1869 à Paris) était un compositeur d'opéras italien du XIXe siècle.

## Biographie
Giuseppe Persiani écrit son premier opéra en 1826, puis après avoir épousé la soprano Fanny Persiani qui avait déjà une grande renommée, il consacre tous ses efforts à promouvoir la carrière de sa femme. Il compose des opéras de type varié, y compris l'opéra-bouffe et un oratorio Abigaille dans le style populaire des opéras de Giuseppe Verdi. Il est remarqué pour son habileté à associer le drame et la musique, aussi bien que pour l'ornementation fleurie.
Son opéra le plus connu, Inês de Castro sur un livret de Salvatore Cammarano qui a écrit la même année le livret de Lucia di Lammermoor, est créé en 1835 par la mezzo-soprano Maria Malibran dans le rôle éponyme. L'opéra est représenté à la Scala en 1837, mais sans la Malibran, morte entre-temps. Après quelques révisions pour adapter le rôle à sa femme, il est présenté à Paris en 1839. Après 60 représentations sur les scènes européennes, l'œuvre n'est que très rarement jouée après 1851.
La ville de Recanati a baptisé son opéra Teatro Persiani en hommage au compositeur.

## Œuvres
- Piglia il mondo come viene, opéra bouffe en deux actes (1826, Florence). Livret d'Angelo Anelli
- L'inimico gerneroso, opéra semiseria en deux actes (1826, Florence)
- Attila in Aquileia, opera seria en trois actes (1827, Parme). Livret de Simeone Antonio Sografi
- Danao re d'Argo, opéra seria en deux actes (1827, Florence). Livret de Felice Romani
- Gastone di Foix (1827, Venise)
- Il solitario, opéra seria en deux actes (1829, Milan)
- Eufemio di Messina ovvero La distruzione di Catania, opéra seria en deux actes (1829 Lucca); aussi connu comme I saraceni in Catania (1832 Padoue) et Il rinnegato (1837, Naples)
- Costantino in Arles, opéra seria en trois actes (1829, Venise)
- Inês de Castro, tragédie lyrique en trois actes (28 janvier 1835, Teatro San Carlo, Naples). Livret de Salvatore Cammarano
- Il fantasma, opéra semiseria en trois actes (1843, Paris)
- L'orfana savoiarda, opéra seria en trois actes (1846, Madrid)

## Sources
- (en) Cet article est partiellement ou en totalité issu de l’article de Wikipédia en anglais intitulé « Giuseppe Persiani » (voir la liste des auteurs).